# François Nicolas Bédigis
François Nicolas Bédigis est un maître écrivain français actif dans le dernier tiers du XVIIIe siècle.

## Biographie

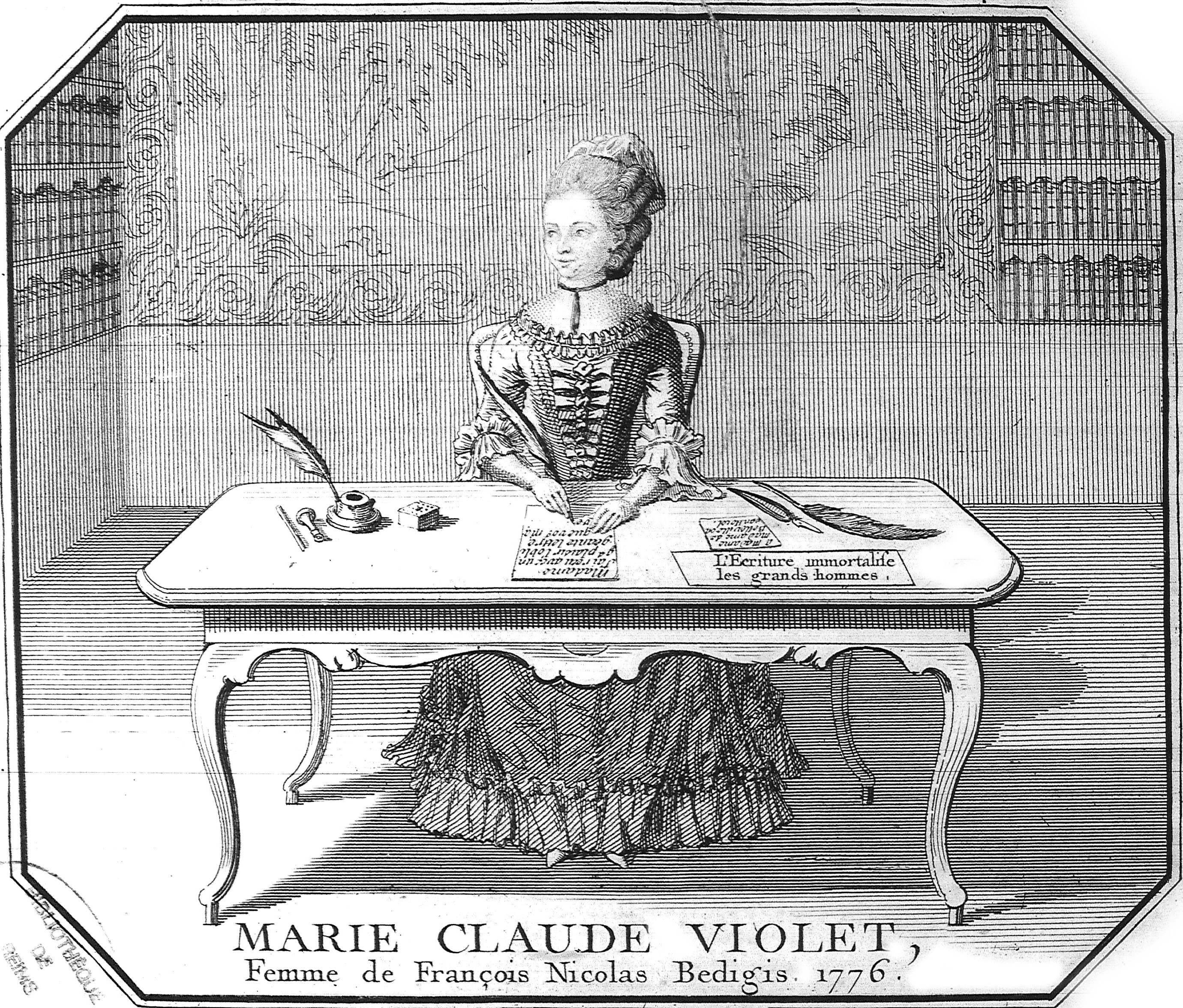
Marie-Claude Violet à sa table d'écriture.

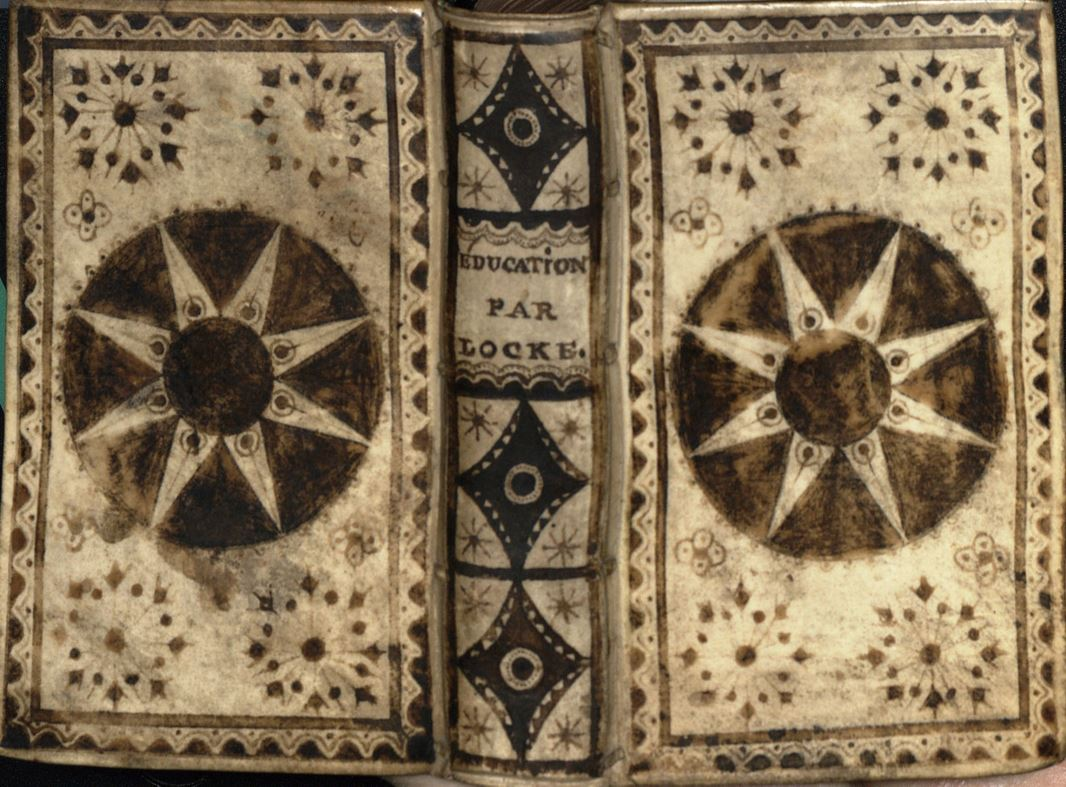
Reliure décorée par et de la bibliothèque de François Nicolas Bédigis (Cambridge HUL, Houghton Libr.).

Il est né à Servon, près de Reims, le 1er avril 1738, et mort à Paris le 12 mars 1814. Il existe de lui un portrait gravé qui lui fut offert par son frère Fulgence Bédigis, prêtre.

### Carrière
Il a été reçu maître écrivain juré le 6 décembre 1758, devint maître d'écriture, professeur à l'Académie royale d'écriture et expert vérificateur. Il avait son bureau rue Saint-Antoine, au coin de celle de l'Égout. Ses traités font référence à l'enseignement de Honoré Sébastien Roillet ; il a constitué une collection d'exemples d'écritures dont furent extraits les exemples de Roillet qui furent publiés en 1785. Il fut encore membre du Bureau académique d'écriture fondé en 1779 et de liste des experts écrivains de la même année ; il contribua à plusieurs des publications du Bureau (comme en 1783 ou 1788). Bédigis avait pris l'habitude de dessiner à l'encre sur les reliures de sa bibliothèque ; de telles reliures passent de temps en temps en vente.

### Famille
Bédigis se maria à Marie-Claude Violet, également professeur d'écriture. Leur fils Philippe Bédigis, également professeur d'écriture, publia un traité d'arithmétique, un traité sur la chiromancie et collectionna des ouvrages sur la calligraphie ; sa collection fut vendue en 1850 et une partie fut rachetée par le calligraphe et collectionneur Auguste-Guillaume Taupier (1798-1873). Son ex-libris porte l'intitulé : Philippe Bédigis, Professeur d'Ecriture, Rue St. Antoine à Paris. Année 1788.

## Œuvres gravées

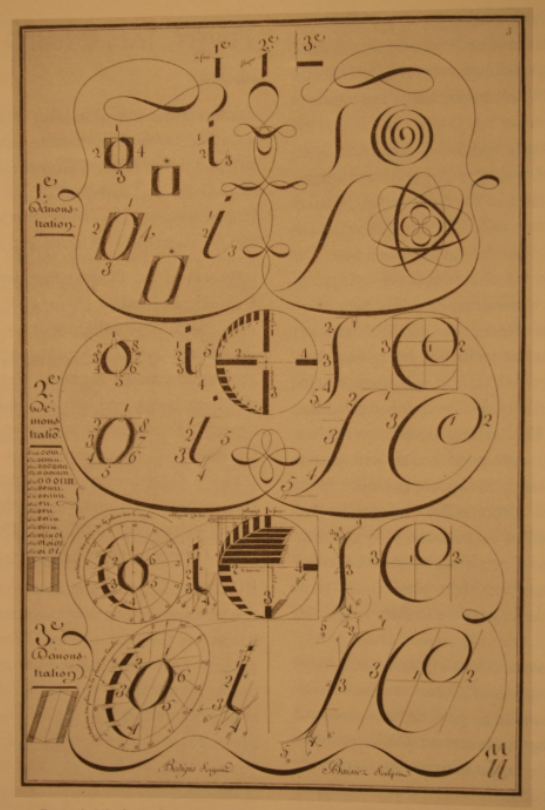
Une page de L'Art d'écrire, 1768.

- Le Grand art d'écrire : par les meilleurs maîtres, avec les principes et démonstrations des diverses écritures actuellement en usage. Orné de pièces d'histoire et anecdotes ainsi que la composition de toutes sortes d'encres. Par François-Nicolas Bédigis, Sébastien Royllet et Louis Rossignol. Paris : Chez Mondhare et Jean, [176-?].
- L'Art d'écrire démontré par des principes approfondis et développés dans toute leur étendue ; ouvrage dans lequel, après avoir donné des moyens assurés pour faciliter les progrès de cet art, on a joint des modèles qui renferment les diverses écritures pratiquées actuellement en France. Paris : Butard, impr. Bresson de Maillard, 1768 et 1769. In-fol., [VIII]-20 p., 15 pl. gr. par Baisiez. Numérisé sur Gallica et sur Numistral. Exemplaires à Paris BNF, Paris BHVP, La Rochelle BM. Cat. Jammes no 68, Becker 1997 no 154. Ouvrage réémis chez Morin en 1776.
- Les Agréments de l'écriture moderne, ou Exposition du goût actuel des François sur l'art d'écrire. Paris : Mondhare, 1770. In-fol., 23 f.
- Collection complète et raisonnée de diverses écritures modernes, posées et expédiées, pratiquées en France, et adoptées par plusieurs nations étrangères. Paris : 1783. Gravé par Coulubrier.

## Travaux académiques
- Discours lu à l'ouverture et séance publique de l'Académie royale d'écriture par M. Bedigis, expert vérificateur et ancien professeur de la même académie (le 23 novembre 1773). Paris : impr. de Valleyre l'aîné , 1774. 12°, 23 p. (Paris BHVP).
- Mémoires lus dans la séance publique du Bureau académique d'écriture... le 13 novembre 1783, par MM. Harger... d'Autrèpe, Guillaume et Bedigis... Paris : Impr. de d'Houry, 1783. 4°, 66 p. (Paris BNF, Paris BHVP).
- Mémoire de M. Bedigis, sur l'Enseignement de l'art d'écrire, considéré dans l'ordre physique et moral, et sur les qualités que doit avoir l'Instituteur. In Mémoires lus dans la séance publique du Bureau académique d'écriture... le 17 avril 1788, par MM. Harger... Bédigis..., Clément... Saint-Omer... Paris : Impr. de Veuve d'Houry et Debure, 1788. 4°, 45 p. (Paris BNF, Paris Archives de Paris : 1AZ-51 pièce 10).

## Œuvres manuscrites
On a de lui plusieurs manuscrits autographes, certains signalés par Mediavilla et non localisés actuellement, dont certains firent partie de la Collection Taupier :
- Paléographie française. 1762, 8°.
- Divers articles sur l'écriture &ca, extraits de l'Instituteur français. S.d. [1]-59 p. Cambridge (MA) HUL : MS Typ. 881 (Hofer collection). Manuscrit ayant appartenu à Jean-Pierre Poujade, cité par après Becker 1997 p. 85. Voir ici pour le détail du contenu.
- Observations sur l'art d'écrire [lectures faites devant l'Académie royale d'écriture, juin-novembre 1774], 2°. Ce volume contient la carte professionnelle de Bédigis. Cambridge (MA) HUL : Hofer collection. Cité d'après Becker 1997 p. 85.
- Encyclopédie des écritures antiques, anciennes, modernes, et nouvelles, contenant une paléographie théorique et pratique, et divers traités instructifs, divisés en douze parties, ainsi que cent dix modèles et pièces de diverses écritures, non compris plusieurs autres pièces supplémentaires. Ouvrage composé et écrit par Bédigis, et terminé en l'année 1807.... 4°. Cambridge (MA) HUL : Hofer collection. Cité d'après Becker 1997 p. 85 et WorldCat.

Les brouillons de cet ouvrage sont à Chicago NL : Wing MS fZW 2.086.
- Observations sur l'art de l'écriture. New York MMA. Cité d'après Becker 1997 p. 85.
- Écrits contenus dans un recueil factice de documents sur la calligraphie française. Chicago NL : Wing MS ZW 2.234.

Sur sa collection d'écritures :
- Recueil d'écritures depuis l'année 1741 jusqu'à l'année 1806 par François-Nicolas Bedigis. Papier, 57 f. Paris BNF (Mss.) : N.A.F. 10744.
- Honoré Sébastien Roillet. Démonstrations de l'art d'écrire, par M. Royllet de l'Académie royale d'écriture, gravées d'après les originaux de cet artiste, qui sont dans la collection d'écriture de M. Bédigis. Gravé par Petit. Cet ouvrage a été dirigé et mis en ordre par M. Bédigis, après la mort de l'auteur. Paris : Louis Joseph Mondhare, 1785. Grand in-fol., 22 pl.